# Свети Георги (Опленац)
Вижте пояснителната страница за други значения на Свети Георги.
„Свети Георги“ (на сръбски: Црква Светог Ђорђа) e православна църква, разположена на хълма Опленац, близо до град Топола, Сърбия, уникален културно-исторически паметник.
Петкуполната църква от бял мрамор е изградена от 1910 до 1930 година като мавзолей на династията Караджорджевичи. Стените ѝ са украсени с мозайки, съставени от повече от 15000 камъчета, изобразяващи библейски сцени копирани от фреските на повече от 70 сръбски манастира.